# Mahmud Abbas
Mahmoud Rida Abbas (arabiska: مَحْمُود عَبَّاس/Maḥmūd ʿAbbās), även känd som Abu Mazen (أَبُو مَازِن), född 26 mars 1935 i Safed, dåvarande Brittiska Palestinamandatet, är en palestinsk politiker, ledande inom Fatah och PLO, palestinsk premiärminister mars–september 2003, och från 15 januari 2005 Palestinas president. 
Abbas vann presidentvalet i Palestina 2005 som sedan dess inte har genomfört några val vilket innebär att han för närvarande är inne på sitt 19:e år som president av en fyraårig mandatperiod. Flera människorättsorganisationer har kritiserat Abbas och hans styre för avsaknaden av demokrati i Palestina och brott mot mänskliga rättigheter.

## Biografi

### Tidiga år
Abbas och hans familj gick i landsflykt till Syrien i samband med 1948 års arabisk-israeliska krig. Han studerade i Syrien och involverade sig i den palestinska motståndsrörelsen. Abbas flyttade till Qatar i mitten av 1950-talet och där var han med och grundade Fatah 1957.

### Historierevisionism
Abbas studerade juridik i Syrien och Egypten och doktorerade 1982 vid Institutet för orientaliska studier i Moskva på en avhandling med titeln Den hemliga kopplingen mellan nazisterna och ledarna för den sionistiska rörelsen. 
Den utgavs senare på engelska, The Other Side: the Secret Relationship Between Nazism and Zionism. Efter hans utnämning till premiärminister väckte den hård kritik för sin historierevisionism. Abbas skriver:

"Det förefaller emellertid som om det ligger i den sionistiska rörelsens intresse att överdriva denna siffra [på döda i förintelsen] för att nå större fördelar. Detta fick dem att betona denna siffra [6 miljoner] för att få den internationella opinionens stöd för sionismen. Många forskare har debatterat siffran sex miljoner och nått förbluffande slutsatser—man har fastställt antalet judiska offer till endast något hundratusental." 

I en intervju 2003 i den israeliska tidningen Haaretz tonade Abbas ner betydelsen av antalet offer och ansåg att termen förintelseförnekare inte kunde användas om hans forskning då han inte helt avfärdade förintelsen.

"Jag skrev detaljerat om Förintelsen och sade att jag inte vill diskutera siffror. Jag citerade en diskussion mellan historiker där flera siffror på antalet offer nämndes. En skrev att det var 12 miljoner offer. En annan att det var 800 000. Jag har ingen önskan att debattera siffrorna. Förintelsen var ett ohyggligt och oförlåtligt brott mot det judiska folket, ett brott mot mänskligheten som inte kan accepteras av mänskligheten. Förintelsen var en fruktansvärd sak och ingen kan hävda att jag förnekade den.

### Terrordådet i München 1972
Till hans uppgifter i PLO hörde bland annat att ordna finansieringen för massakern vid Olympiska sommarspelen i München 1972, som ledde till 11 israeliska idrottsmäns död.

### Oslo-avtalet och andra fredsansträngningar
Under 70-talet hade Abbas kontakter med den israeliska vänstern i syfte att sondera möjligheter till officiella förhandlingar samt utarbeta förslag till avtal. Detta gav honom rykte som moderat, men passar in i trestegsplanen som kombinerar förhandlingar och våld.
Abbas var en drivande kraft vid Osloavtalet. Enligt detta skulle Israel avträda mark åt PLO i utbyte mot att denna organisation erkänner landets rätt att existera, upphör med terrorism, ser till att terrorister avväpnas och hindras i sin verksamhet, samarbetar med Israel för att få fast dem samt går in för fredsfostran i skolorna. Inga av dessa villkor uppfylldes av PLO. Abbas har ställt sig bakom denna ovilja att leva upp till de palestinska utfästelserna.
Abbas, som i mars 2003 tillträtt den nyinrättade posten som palestinsk premiärminister, försökte uppfylla Israels krav på avväpning av militanta grupper. Dock fick han inte fullt stöd av Arafat, vilket ledde till att Abbas valde att avgå i september 2003.

### President
I november 2004 avled PLO-ledaren Yassir Arafat. Mahmud Abbas, som var med från början och startade PLO, där han var generalsekreterare under en lång tid, sågs som en naturlig efterträdare och blev ny ordförande i PLO. Han fick Fatahs revolutionära råds uppbackning inför presidentvalet. Under valkampanjen förespråkade han ett slut på våldet i Al-Aqsa Intifadan och återgång till fredligt motstånd. Detta förklarade han för Asharq al-Awsat att berodde på att intifadan var kontraproduktiv: "användandet av vapen har varit skadligt och bör upphöra". Han vägrade emellertid att avväpna de grupper som EU och USA betecknar som terroristorganisationer.
Israeliska styrkor hindrade andra kandidaters rörelsefrihet, Hamas bojkottade valet och hans kampanj fick 94 % av uppmärksamheten i palestinsk TV, varför utgången var praktiskt taget given. I valet den 9 januari 2005 valdes han med 62 % av rösterna till president för de palestinska myndigheterna. Hans mandattid var fyra (4) år. 16 december 2009 utsåg PLO:s centralråd honom till president på livstid i staten Palestina, något han redan varit sedan 8 maj 2005. 
I ett tal vände han sig till en folkmassa och sade: "Jag överlämnar denna seger till Yassir Arafats själ och överlämnar den till vårt folk, till våra martyrer och till 11 000 fångar". Folkmassan svarade med att ropa "en miljon martyrer". Abbas har också setts posera på den efterlyste terroristen Zakaria Zubeidis axlar i Jenin.

### Koalitionsregering och konflikt med Hamas
När Hamas vann parlamentsvalet i januari 2006 ingicks snart en koalitionsregering mellan Hamas och PLO, som har bättre anseende i väst. Abbas kunde dock inte hålla ihop regeringen och upplöste den i juni 2007 och införde undantagstillstånd. I strid med lagen, som säger att den avgående premiärministern skall sitta kvar tills den lagstiftande församlingen godkänt efterträdaren, ersatte han dessutom premiärminister Ismail Haniyeh med Salam Fayyad, vilken aldrig fick parlamentets godkännande.  
Dagen efter avbröt Fatah alla band och dialog med Hamas. Det ledde till att de palestinska myndigheterna splittrades i två regeringar, en i Gaza under Haniyeh och en på Västbanken under Fayyad.
Israel har stött Abbas utifrån teorin att Fatah är moderatare än Hamas. När terroristledaren George Habash avled utlyste Abbas dock tre dagars landssorg och flaggning på halvstång. Han godkände också det nya officiella Fatah-plakatet som visar hela Israel som "Palestina" och innehåller ett automatvapen och en stor bild av Arafat.